# Гаф-пайп

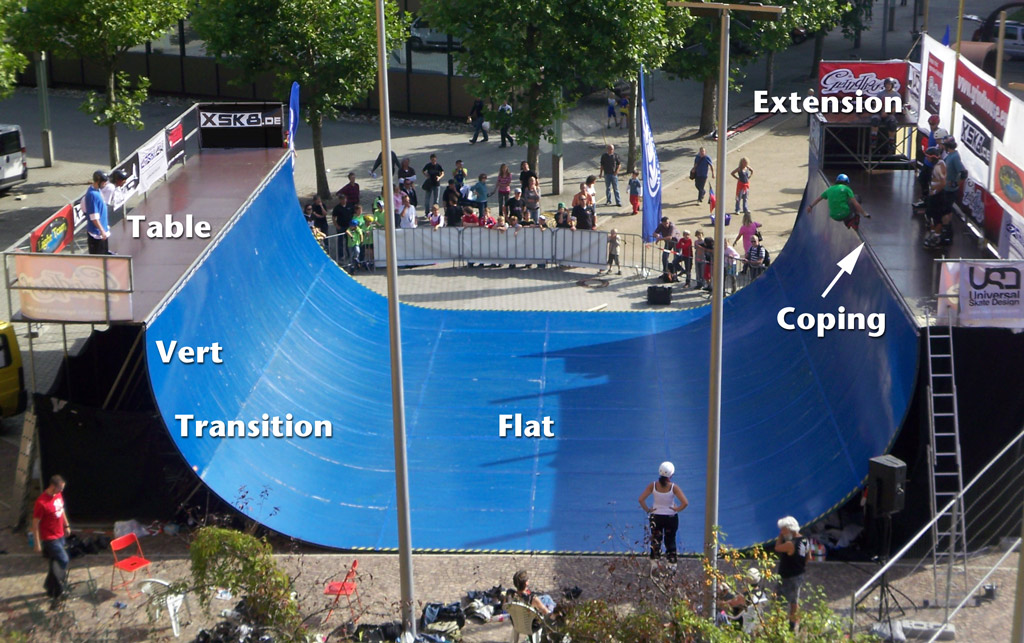
Хаф-пайп для скейтбордингу

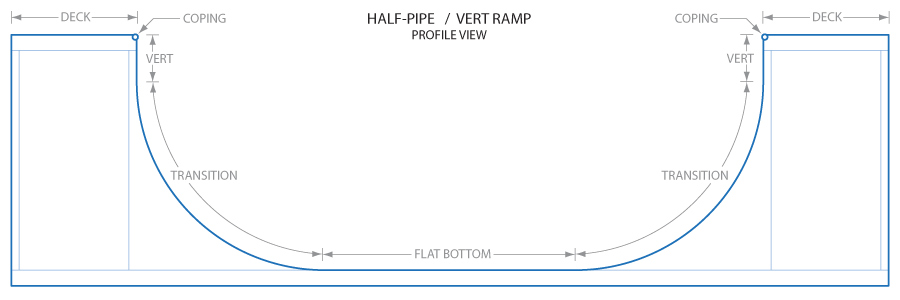
Схема хаф-пайпу із вертикаллю: flat — «платформа»; transition — «перехідна частина»; vert — «вертикальна стіна»; coping — «край»; deck — «верхній майданчик»

Хаф-пайп (англ. half-pipe — «половина труби») — конструкція, яка використовується в гравітаційних екстремальних видах спорту, таких як сноубординг, скейтбординг, лижний спорт, фрістайл BMX і катання на роликових ковзанах.
За формою конструкція нагадує поперечний переріз басейну та напівтрубу. Виготовляється хаф-пайп із дерева, хоча в деяких випадках поверхня може бути зроблена з іншого матеріалу, такі як бетон, метал, ґрунт або сніг.
Також існує однойменний олімпійський вид зимового спорту, змагання з якого проходять на хаф-пайпі, вкритого снігом, з двома зустрічними скатами та простором між ними, що дозволяє спортсмену виконувати стрибки та трюки при кожному переміщенні від однієї стіни до іншої.
Для створення правильної геометрії та радіусу використовується ратрак зі спеціальними насадками. Ця споруда зовні нагадує рампу для скейтборду, висота стінок якої понад 3 м, а довжина перевищує 80 м. Його будують на горі з ухилом, тому можна з однієї стіни розігнатися, а з іншого вилетіти по радіусу, виконати трюк і, вписавшись у той же радіус, поїхати назад і зробити наступний трюк на протилежній стіні. Хаф-пайп великих розмірів, що використовується, як правило, на дуже серйозних змаганнях, називають суперпайп.

## Елементи хаф-пайпу
- Вертикаль, Стіна (англ. vert) — вертикальна частина хаф-пайп, яка допомагає підкинути спортсмена в повітря.
  - Вертикальні частини стін між краєм і перехідними частинами (transition).
- Основа або платформа (англ. flat) — центральна нижня частина хаф-пайпу.
- Перехід або транзит (англ. transition) — секція, де відбувається перехід між нижньою основою (платформою) і вертикальною стіною. Цей перехід вимірюється, як радіус великого уявного кола.
- Край (англ. coping) — верхня грань пайпу, де закінчується стіна.
- Майданчик (англ. extension, deck, table) — плоска горизонтальна поверхня на самому верху стіни з кожного боку по якій ходить персонал або стоять глядачі.
- Місце входу в хавпайп (англ. entry ramp) — початок пайпу, звідки починається рух, при цьому іноді захід у хаф-пайп здійснюється збоку.

## Снігові наполовину

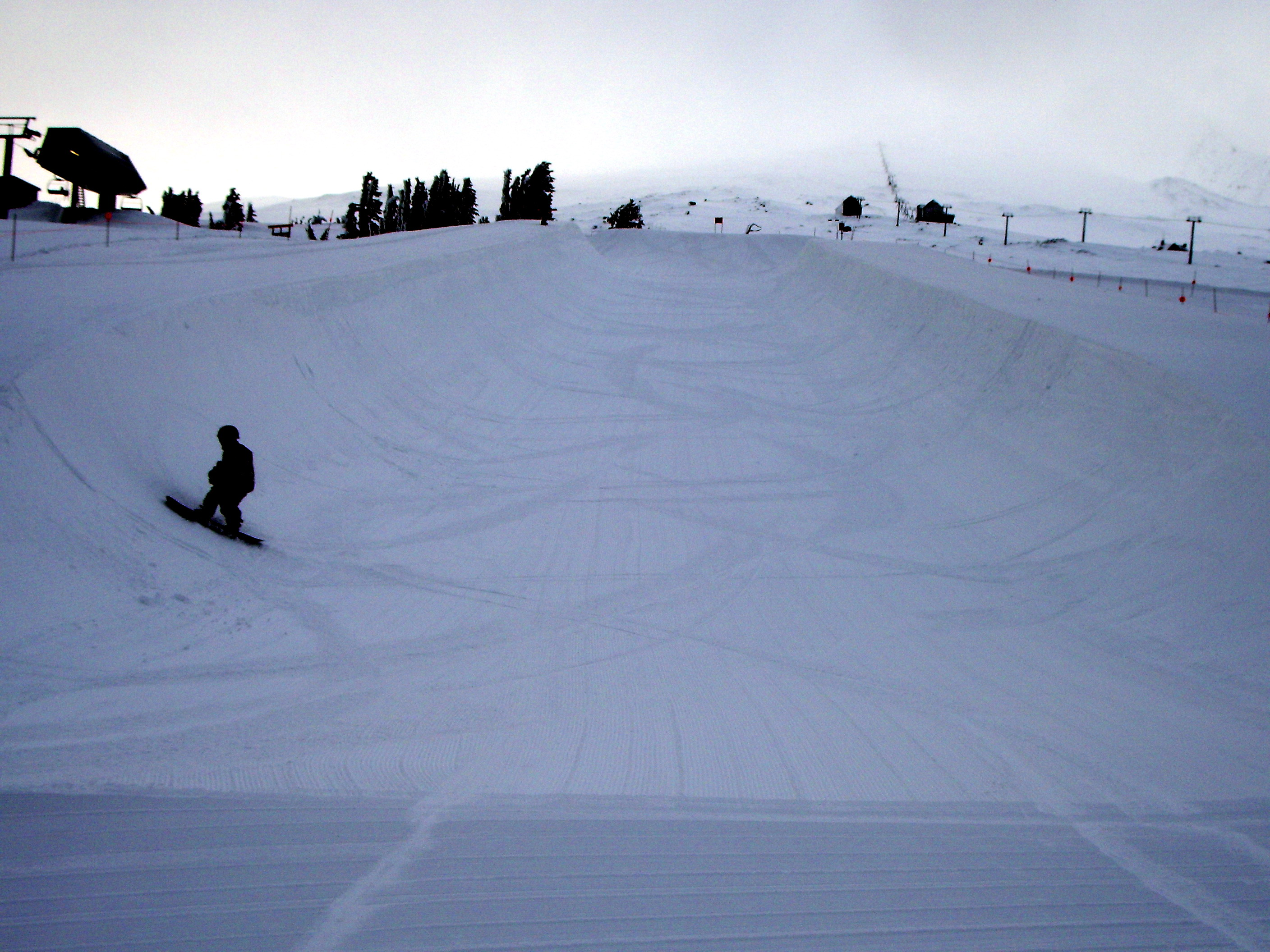
Хаф-пайп на снігу

Напівтруби в снігу спочатку були зроблені у великій частині рукою або з важкою технікою. Труби розрізали в сніг, використовуючи апарат, подібний до елеватора зерна. Винахідник був Колорадо Фермер Дуг Вау, який створив трубний дракон, який використовується як у зимових Олімпійських іграх 1998 та 2002 років.
У зимових видах спорту, 6,7 м (22 футів) Halfpipe називається SuperPipe. Найвищий сніговий суперпромив у світі знаходиться поблизу Laax, Швейцарія. З висотою 6,90 м цей напівтобус відбувся світовий рекорд з 2014/2015 сезону та регулярно розміщує відкритий Laax.
Поточний світовий рекорд для найвищого стрибка в половині труби тримає фристайл лижника, Джеффрі Полт-Ворд, у чемпіонаті світу з фрі-майна у 2015 році, коли він досяг висоти 8,04 метрів (26 футів, 3ін) над 22-FT SuperPipe.